# Olympische Winterspiele 2018/Teilnehmer (Ungarn)
| Gelbes Symbol für Goldmedaillen mit stilisierten Olympischen Ringen | Graues Symbol für Silbermedaillen mit stilisierten Olympischen Ringen | Braundes Symbol für Bronzemedaillen mit stilisierten Olympischen Ringen |
| ------------------------------------------------------------------- | --------------------------------------------------------------------- | ----------------------------------------------------------------------- |
| 1                                                                   | —                                                                     | —                                                                       |

Ungarn nahm an den Olympischen Winterspielen 2018 mit 19 Athleten in sechs Disziplinen teil, davon neun Männer und zehn Frauen. Fahnenträger bei der Eröffnungsfeier war Konrád Nagy. Csaba Burján, Viktor Knoch, Shaoang Liu und Shaolin Sándor Liu wurden im Shorttrack in der 5000-m-Staffel Olympiasieger; sie gewannen damit die einzige Medaille Ungarns bei diesen Spielen.

## Teilnehmer nach Sportarten

### Eiskunstlauf
| Athleten   | Kurzprogramm/-tanz | Kurzprogramm/-tanz | Kür/Kürtanz | Kür/Kürtanz | Gesamt | Gesamt |
| Athleten   | Punkte             | Rang               | Punkte      | Rang        | Punkte | Rang   |
| ---------- | ------------------ | ------------------ | ----------- | ----------- | ------ | ------ |
| Frauen     |                    |                    |             |             |        |        |
| Ivett Tóth | 53,22              | 23                 | 97,21       | 23          | 150,43 | 23     |

### Eisschnelllauf
| Männer      |        |             |    |
| Konrád Nagy | 1000 m | 1:09,92 min | 21 |
| Konrád Nagy | 1500 m | 1:49,01 min | 29 |

### Freestyle-Skiing
| Athleten         | Wettbewerbe | Qualifikation | Qualifikation | Finale        | Finale        | Rang |
| Athleten         | Wettbewerbe | Punkte        | Rang          | Punkte        | Rang          | Rang |
| ---------------- | ----------- | ------------- | ------------- | ------------- | ------------- | ---- |
| Frauen           |             |               |               |               |               |      |
| Elizabeth Swaney | Halfpipe    | 31,40         | 24            | ausgeschieden | ausgeschieden | 24   |

### Shorttrack
| Athlet                                                                         | Wettbewerb     | Vorlauf      | Vorlauf | Viertelfinale | Viertelfinale | Halbfinale    | Halbfinale    | Finale            | Finale        | Rang          |
| Athlet                                                                         | Wettbewerb     | Zeit         | Rang    | Zeit          | Rang          | Zeit          | Rang          | Zeit              | Rang          | Rang          |
| ------------------------------------------------------------------------------ | -------------- | ------------ | ------- | ------------- | ------------- | ------------- | ------------- | ----------------- | ------------- | ------------- |
| Männer                                                                         |                |              |         |               |               |               |               |                   |               |               |
| Csaba Burján                                                                   | 1500 m         | 2:19,284 min | 5       | −             | −             | ausgeschieden | ausgeschieden | ausgeschieden     | ausgeschieden | 30            |
| Viktor Knoch                                                                   | 500 m          | 1:06,040 min | 4       | ausgeschieden | ausgeschieden | ausgeschieden | ausgeschieden | ausgeschieden     | ausgeschieden | 28            |
| Shaoang Liu                                                                    | 500 m          | 40,526 s     | 1       | DSQ           | DSQ           | ausgeschieden | ausgeschieden | ausgeschieden     | ausgeschieden | 19            |
| Shaoang Liu                                                                    | 1000 m         | DSQ          | DSQ     | ausgeschieden | ausgeschieden | ausgeschieden | ausgeschieden | ausgeschieden     | ausgeschieden | ausgeschieden |
| Shaoang Liu                                                                    | 1500 m         | 2:14,160 min | 3       | −             | −             | DSQ           | DSQ           | ausgeschieden     | ausgeschieden | 20            |
| Shaolin Sándor Liu                                                             | 500 m          | 40,650 s     | 1       | 40,471 s      | 2             | 40,399 s      | 3             | 40,651 s          | 1             | 5             |
| Shaolin Sándor Liu                                                             | 1000 m         | 1:31,547 min | 1       | 1:24,012 min  | 1             | 1:26,488 min  | 2             | DSQ               | DSQ           | 8             |
| Shaolin Sándor Liu                                                             | 1500 m         | 2:12,835 min | 1       | −             | −             | 2:45,709 min  | 5             | 2:11,520 min      | 5             | 5             |
| Csaba Burján Viktor Knoch Shaoang Liu Shaolin Sándor Liu                       | 5000-m-Staffel | −            | −       | −             | −             | 6:34,866 min  | 2             | 6:31,971 min (OR) | 1             | Gold          |
| Frauen                                                                         |                |              |         |               |               |               |               |                   |               |               |
| Sára Luca Bácskai                                                              | 1500 m         | DSQ          | DSQ     | −             | −             | ausgeschieden | ausgeschieden | ausgeschieden     | ausgeschieden | ausgeschieden |
| Petra Jászapáti                                                                | 500 m          | 55,641 s     | 2       | 43,043 s      | 4             | ausgeschieden | ausgeschieden | ausgeschieden     | ausgeschieden | 13            |
| Petra Jászapáti                                                                | 1000 m         | 1:29,838 min | 4       | ausgeschieden | ausgeschieden | ausgeschieden | ausgeschieden | ausgeschieden     | ausgeschieden | 24            |
| Petra Jászapáti                                                                | 1500 m         | 2:25,022 min | 2       | −             | −             | 2:23,210 min  | 2             | 2:26,138 min      | 6             | 6             |
| Andrea Keszler                                                                 | 500 m          | 43,274 s     | 2       | 43,053 s      | 3             | ausgeschieden | ausgeschieden | ausgeschieden     | ausgeschieden | 10            |
| Andrea Keszler                                                                 | 1000 m         | 1:31,446 min | 3       | 1:30,642 min  | 5             | ausgeschieden | ausgeschieden | ausgeschieden     | ausgeschieden | 17            |
| Sára Luca Bácskai Andrea Keszler Petra Jászapáti Bernadett Heidum Zsófia Kónya | 3000-m-Staffel | −            | −       | −             | −             | 4:09,555 min  | 3             | 4:03,603 min      | 2             | 4             |

Oláh Bence war als Ersatzmann nominiert, kam aber nicht zum Einsatz.

### Ski Alpin
| Athleten        | Wettbewerbe  | 1. Lauf     | 2. Lauf       | Gesamt        | Gesamt        |
| Athleten        | Wettbewerbe  | Zeit        | Zeit          | Zeit          | Rang          |
| --------------- | ------------ | ----------- | ------------- | ------------- | ------------- |
| Frauen          |              |             |               |               |               |
| Szonja Hozmann  | Riesenslalom | 1:21,77 min | 1:17,62 min   | 2:39,39 min   | 49            |
| Szonja Hozmann  | Slalom       | DNF         | ausgeschieden | ausgeschieden | ausgeschieden |
| Mariann Maróthy | Riesenslalom | 1:29,74 min | DSQ           | DSQ           | DSQ           |
| Mariann Maróthy | Slalom       | 1:09,95 min | 1:02,83 min   | 2:12,78 min   | 53            |
| Männer          |              |             |               |               |               |
| Márton Kékesi   | Abfahrt      | −           | −             | 1:51,72 min   | 53            |
| Márton Kékesi   | Super-G      | −           | −             | DNF           | DNF           |
| Márton Kékesi   | Riesenslalom | 1:16,64 min | 1:15,22 min   | 2:31,86 min   | 42            |
| Márton Kékesi   | Slalom       | 53,49 s     | 55,56 s       | 1:49,05 min   | 30            |
| Márton Kékesi   | Kombination  | 1:26,08 min | 53,94 s       | 2:20,02 min   | 35            |
| Dalibor Šamšal  | Riesenslalom | 1:16,09 min | 1:16,79 min   | 2:32,88 min   | 44            |
| Dalibor Šamšal  | Slalom       | DNF         | ausgeschieden | ausgeschieden | ausgeschieden |
| Dalibor Šamšal  | Kombination  | 1:25,17 min | 50,77 s       | 2:15,94 min   | 32            |

| Athleten                                                    | Wettbewerbe             | Achtelfinale | Achtelfinale | Viertelfinale | Viertelfinale | Halbfinale    | Halbfinale    | Finale/Platz 3 | Finale/Platz 3 | Rang |
| Athleten                                                    | Wettbewerbe             | Gegner       | Punkte       | Gegner        | Punkte        | Gegner        | Punkte        | Gegner         | Punkte         | Rang |
| ----------------------------------------------------------- | ----------------------- | ------------ | ------------ | ------------- | ------------- | ------------- | ------------- | -------------- | -------------- | ---- |
| Mixed                                                       |                         |              |              |               |               |               |               |                |                |      |
| Szonja Hozmann Mariann Maróthy Márton Kékesi Dalibor Šamšal | Riesenslalom Mannschaft | Schweiz      | 0:4          | ausgeschieden | ausgeschieden | ausgeschieden | ausgeschieden | ausgeschieden  | ausgeschieden  | 9    |

### Skilanglauf
| Athleten    | Wettbewerbe    | Zeit        | Rang |
| ----------- | -------------- | ----------- | ---- |
| Frauen      |                |             |      |
| Emőke Szőcs | 10 km Freistil | 31:04,6 min | 77   |
| Männer      |                |             |      |
| Ádám Kónya  | 15 km Freistil | 39:27,2 min | 89   |

| Athleten   | Wettbewerbe      | Qualifikation | Qualifikation | Viertelfinale | Viertelfinale | Halbfinale    | Halbfinale    | Finale        | Finale        | Rang |
| Athleten   | Wettbewerbe      | Zeit          | Rang          | Zeit          | Rang          | Zeit          | Rang          | Zeit          | Rang          | Rang |
| ---------- | ---------------- | ------------- | ------------- | ------------- | ------------- | ------------- | ------------- | ------------- | ------------- | ---- |
| Männer     |                  |               |               |               |               |               |               |               |               |      |
| Ádám Kónya | Sprint klassisch | 3:31,84 min   | 67            | ausgeschieden | ausgeschieden | ausgeschieden | ausgeschieden | ausgeschieden | ausgeschieden | 67   |